# Левинский, Роман Сергеевич
Рома́н Серге́евич Леви́нский (17 ноября 1920, Волоконовка, Воронежская губерния — 8 сентября 1991, Челябинск) — командир сапёрного отделения 17-го отдельного сапёрного батальона 90-й стрелковой дивизии 21-й армии 2-го Белорусского фронта, старший сержант — на момент представления к награждению орденом Славы 1-й степени.

## Биография
Родился 17 ноября 1920 года в селе Волоконовка (ныне — Кантемировского района Воронежской области) в семье крестьянина. Работал на торфоразработках станции Жихарево Ленинградской области.
В Красной Армии с октября 1940 года. Служил в Сибирском военном округе. Участник Великой Отечественной войны с июня 1943 года. Сражался на Волховском, Ленинградском, 1-м Прибалтийском, 3-м и 2-м Белорусских фронтах.
Командир сапёрного отделения 17-го отдельного сапёрного батальона старший сержант Роман Левинский 14 января 1944 года сделал два прохода в проволочном заграждении противника у деревни Зрекино Ленинградской области, вынес с поля боя двоих раненых. Приказом по 90-й стрелковой дивизии (№ 08/н) от 20 января 1944 года «за образцовое выполнение заданий командования в боях с немецко-фашистскими захватчиками» старший сержант Левинский Роман Сергеевич награждён орденом Славы 3-й степени (№ 47302).
Командир сапёрного отделения 17-го отдельного саперного батальона (90-я стрелковая дивизия, 21-я армия, Ленинградский фронт) старший сержант Роман Левинский 17 июня 1944 года у населённого пункта Мерисилата (20 километров юго-восточнее города Койвисто — ныне город Приморск Ленинградской области) сделал проход в минном поле, обезвредил семь фугасов. Затем отважный сапёр переправился через реку и снял на берегу 21 противотанковую мину. Приказом по войскам 2-й Ударной армии (№ 081/н) от 2 июля 1944 года «за образцовое выполнение заданий командования в боях с немецко-фашистскими захватчиками» старший сержант Левинский Роман Сергеевич награждён орденом Славы 2-й степени (№ 2287).
С 11 по 13 января 1945 года командир сапёрного отделения 17-го отдельного саперного батальона (90-я стрелковая дивизия, 21-я армия, 2-й Белорусский фронт) старший сержант Роман Левинский в районе деревни Дзержаново (9 километров севернее города Пултуск, Польша) обезвредил много противотанковых мин, сделал два прохода в инженерных заграждениях.
Указом Президиума Верховного Совета СССР от 24 марта 1945 года «за образцовое выполнение заданий командования в боях с немецко-фашистскими захватчиками» старший сержант Левинский Роман Сергеевич награждён орденом Славы 1-й степени (№ 342), став полным кавалером ордена Славы.
В 1946 году Р. С. Левинский был демобилизован. Жил в городе-герое Одессе, а января 1990 года — в городе Челябинске. Был составителем поездов на металлургическом комбинате. Скончался 8 сентября 1991 года. Похоронен в Челябинске на Успенском кладбище.
Награждён орденом Отечественной войны 1-й степени, медалями, в том числе «За отвагу».